# Traïdoria

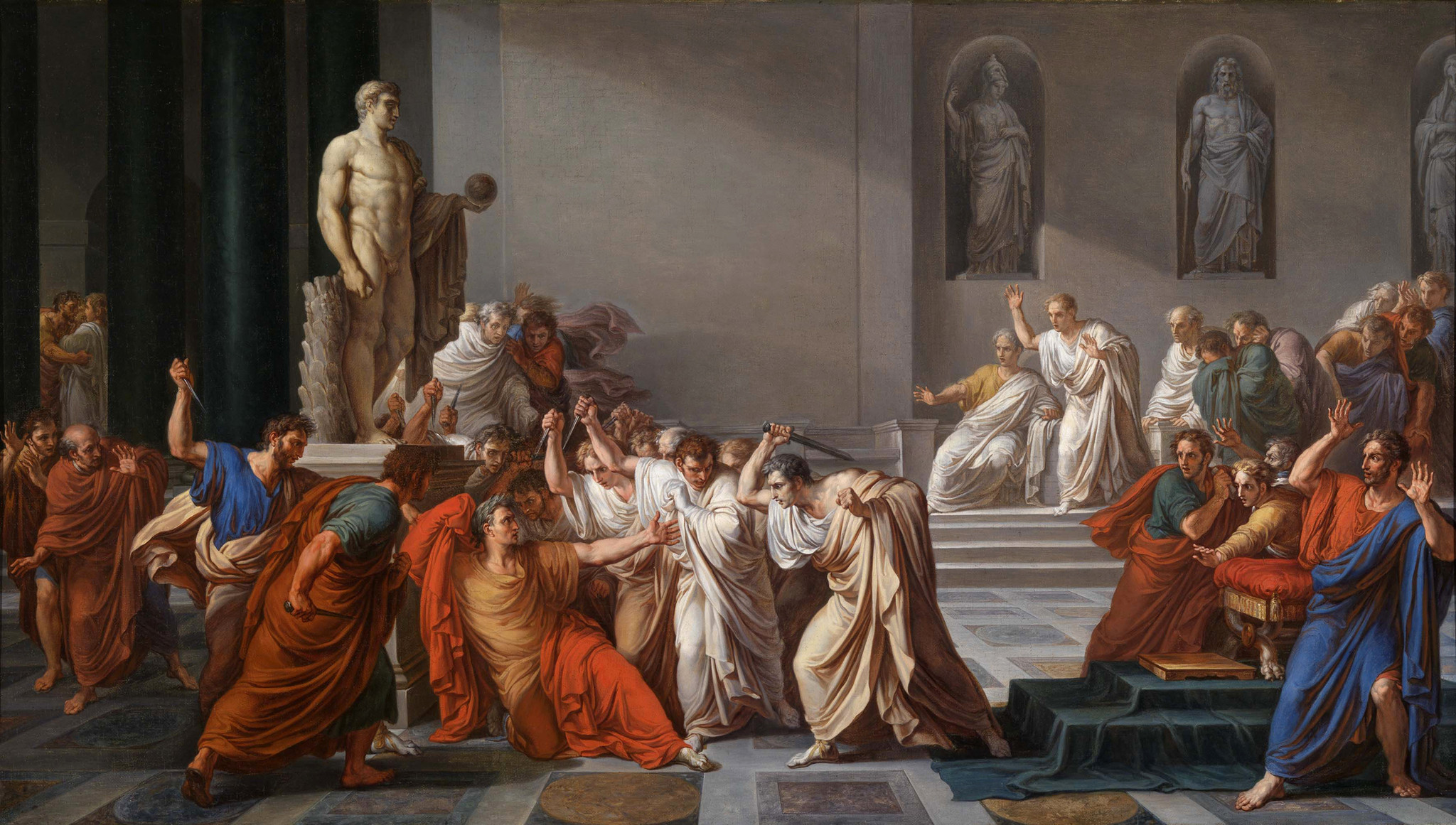
La mort de Juli Cèsar a les mans de Brut, un exemple clàssic sobre l'homicidi traïdorenc

La traïdoria és una circumstància agreujant de la responsabilitat criminal de l'agent, generalment prevista en els delictes contra les persones.
Podem trobar el seu origen remot en l'ordenament jurídic espanyol, italià (omicidio con agguato) i francès (guet-apens).
Segons l'antiga fórmula espanyola, també present en la jurisprudència italiana, s'entén la traïdoria com la comissió d'un delicte "a traïció i a cap segur". És l'ocupació de mitjans, maneres o formes en l'execució del fet que tendeixen a assegurar el delicte, sense risc per a l'autor d'accions que procedeixin de la defensa que pogués fer el subjecte passiu o un tercer.
En els llibres de doctrina penal clàssica, un dels exemples sobre la traïdoria és l'homicidi de Juli Cèsar a mans de Brut, qui sabia que l'estreta amistat entre tots dos impediria que el dictador desconfiés d'ell.

## Suposats de traïdoria
- Delicte proditori: Al fet delictiu li precedeix l'aguaitament (observar, esperar cautelosament amb algun propòsit) o l'ocultació del victimari. En general, es veu en l'homicidi proditori. L'aguaitament i l'ocultació són sinònims de l'emboscada (ocultació d'una o diverses persones per atacar per sorpresa a una altra o unes altres).
- Aprofitament d'un estat d'indefensió: Es tracta de treure profit de la falta de defensa de la víctima. L'essencial és que el subjecte passiu no pogués defensar-se abans de l'acció de l'agent. És important destacar que, per configurar-se la circumstància agreujant, l'estat d'indefensió de la víctima ha de ser la causa o motiu pel qual l'agent actua, procurant així un obrar a cap segur i sense risc.
- Procediment insidiós: Insidiós és aquell mitjà usat per cometre el delicte on l'autor oculta l'agressió mateixa, la intenció delictiva com a tal. Per exemple, utilitzar verí per matar la víctima.

## Teories objectives i subjectives
Segons el criteri objectivista de la doctrina, la conducta del victimari seria agreujada si la víctima es troba en un estat d'indefensió per qüestions físiques, psíquiques o fisiològiques. És en aquesta situació de la víctima on s'assegura el fet i l'exempció de risc per a l'agressor. El catedràtic José Antón Oneca anomena abús de superioritat aquesta circumstància entre els subjectes.
Aquest corrent pot ser vista en la jurisprudència espanyola, on sempre concorre la traïdoria quan les víctimes són nens, discapacitats o ancians.
Els subjectivistes pregonen el criteri d'observar en la conducta del victimari si va haver-hi ànim de procurar-se la indefensió del subjecte o d'aprofitar-se'n.
En l'actualitat, la majoria de la doctrina està d'acord amb la teoria mixta, la qual és una barreja dels criteris objectius i subjectius esmentats anteriorment.

## Uns altres
En el Codi penal espanyol sol donar-se confusió entre el mateix article 22.1 del Codi que mostra la traïdoria com una circumstància agreujant objectiva i l'article 22.2 que estableix la disfressa, abús de superioritat o aprofitament de circumstàncies que afebleixin la defensa de la víctima o facilitin la impunitat del delinqüent, ja que el segon article passaria a estar enquadrat en un fons traïdorenc, podent-nos portar de forma errònia a aplicar les dues circumstàncies agreujants de forma conjunta, violant el principi de non bis in idem. Per evitar això la jurisprudència ha establert diferents criteris entre els que es desprèn la compatibilitat o incompatibilitat de determinades circumstàncies, a forma d'un concurs de lleis sobre causes modificatives de la responsabilitat criminal.